# Reactor nuclear de II generación

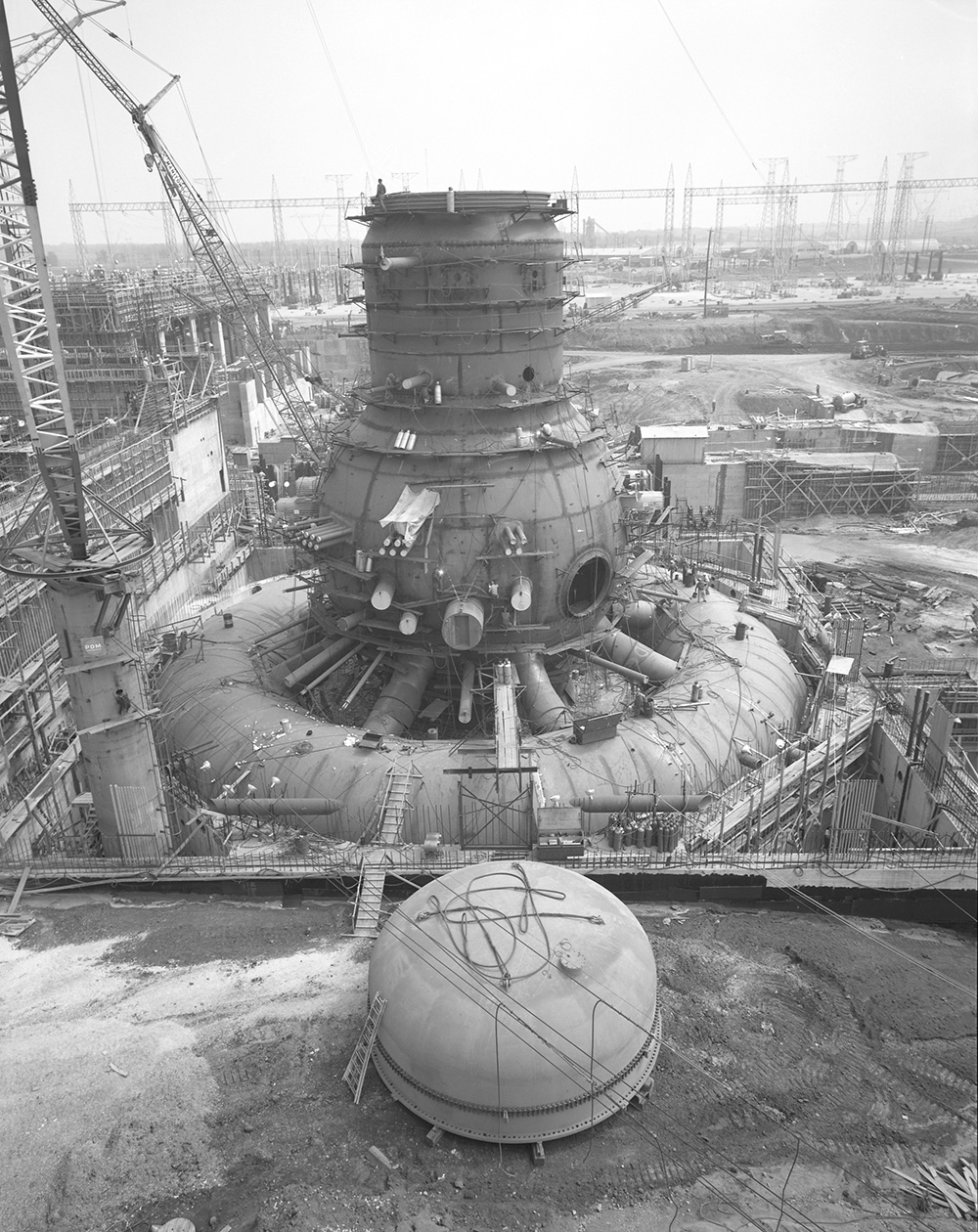
Construcción de reactor en 1966

El reactor avanzado de gas (AGR) ha sido desarrollado en el Reino Unido como sucesor del uranio natural-grafito-gas. Las principales diferencias introducidas son que el combustible, en forma de óxido de uranio enriquecido, está introducido en tubos de acero inoxidable y que la vasija, de hormigón pretensado, contiene en su interior los cambiadores de calor.
Reactor refrigerado por gas a temperatura elevada (HTGCR): este reactor representa la siguiente etapa en la serie de reactores refrigerados por gas. Se viene desarrollando en Alemania, Reino Unido y Estados Unidos. Difiere del anterior en tres aspectos principales: utilización del helio como refrigerante, en lugar del anhídrido carbónico, combustible cerámico, en vez de metálico, y temperaturas del
gas mucho más elevadas.